# Egor Afanasyev
Egor Afanasyev (Tver, Rusia, 23 de enero de 2001) es un jugador profesional ruso de hockey sobre hielo que se desempeña en la posición de extremo izquierdo en Nashville Predators, equipo de la National Hockey League (NHL).

## Carrera
Fue seleccionado en la segunda ronda en la NHL Entry Draft de 2019. En 2022 hizo su debut profesional con el equipo Nashville Predators, donde lleva jugando una temporada.